# アスプ渓谷
アスプ渓谷（フランス語: Vallée d'Aspe、オック語: Vath d'Aspa、英語: Aspe Valley） は、ピレネー山脈のフランス側に位置する、ピレネー・アトランティック県にある渓谷である。

## 言語
オック語の方言であるガスコーニュ語が伝統的な方言である。

## 歴史
この地域は、過去にムーア人、ローマ人、ゲルマン民族、そしてスペイン王国などの多くの民族の侵略を受けた。1808年の半島戦争では、ナポレオン軍がスペイン侵攻の際にこの渓谷を通過した。